# Huub en Adelheid Kortekaas
Huub en Adelheid Kortekaas vormden na hun huwelijk in 1969 een Nederlands kunstenaarsduo. Op 31 augustus 2024 overleed Huub te Winssen op 89-jarige leeftijd.
Huub Kortekaas werd in 1935 in het Westland geboren als zoon van een tuinder. Hij koos aanvankelijk voor het vak van onderwijzer, maar maakte op zijn vijfentwintigste zijn eerste beeld, van Erasmus, voor de Radboud Universiteit. Tussen 1960 en 1964 werkte hij in de Oude Toren in Winssen en in 1965 verhuisde hij naar Slot Doddendael in Ewijk.
Adelheid van Swelm, in 1947 geboren in Nijmegen, studeerde tuinarchitectuur.
In 1970 ontstond hun eerste gezamenlijke kunstproject, De Engelenkring, een kring van grote polyester plastieken. Vanaf 1974 staat in hun werk de plant als metafoor voor de mens centraal. In 1999 bouwden zij in Winssen De Tempelhof. Vanaf 2002 werkten zij aan The Spiritual Garden, een verbeelding van de vijf wereldreligies. Daarnaast zijn er het in 1984 geïnitieerde project Anima Mundi en The Unifying Spiritual Field of the World uit 1991. Tussen deze grote projecten door maakten zij vele monumentale beelden, die veelal werden uitgevoerd in cortenstaal.
Hun eerste van minstens zeven sculpturen in de gemeente Beuningen (in de kerkdorpen Weurt, Ewijk, Winssen en in Beuningen zelf) dateert uit 1965. Hun werken zijn vooral in Nederland te vinden, maar in Europa ook in België, Duitsland, Engeland, Frankrijk en Zwitserland, buiten Europa in Dubai en Palestina. De filosofie achter hun werk is in 2012 verwoord in het Manifest Utopia: Het Leven als Kunstwerk.

## Fotogalerij

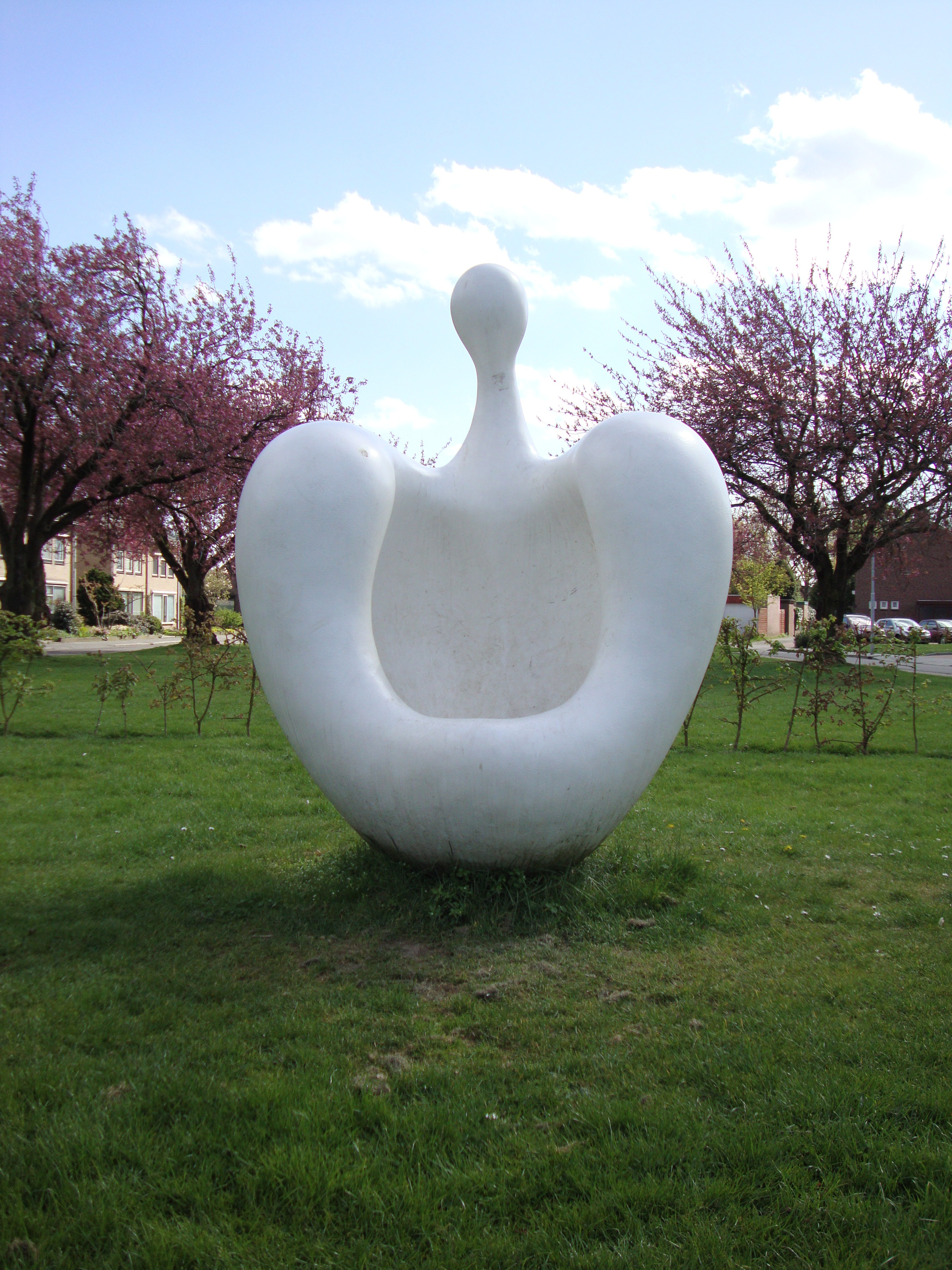
Moederschoot (1970), Weurt
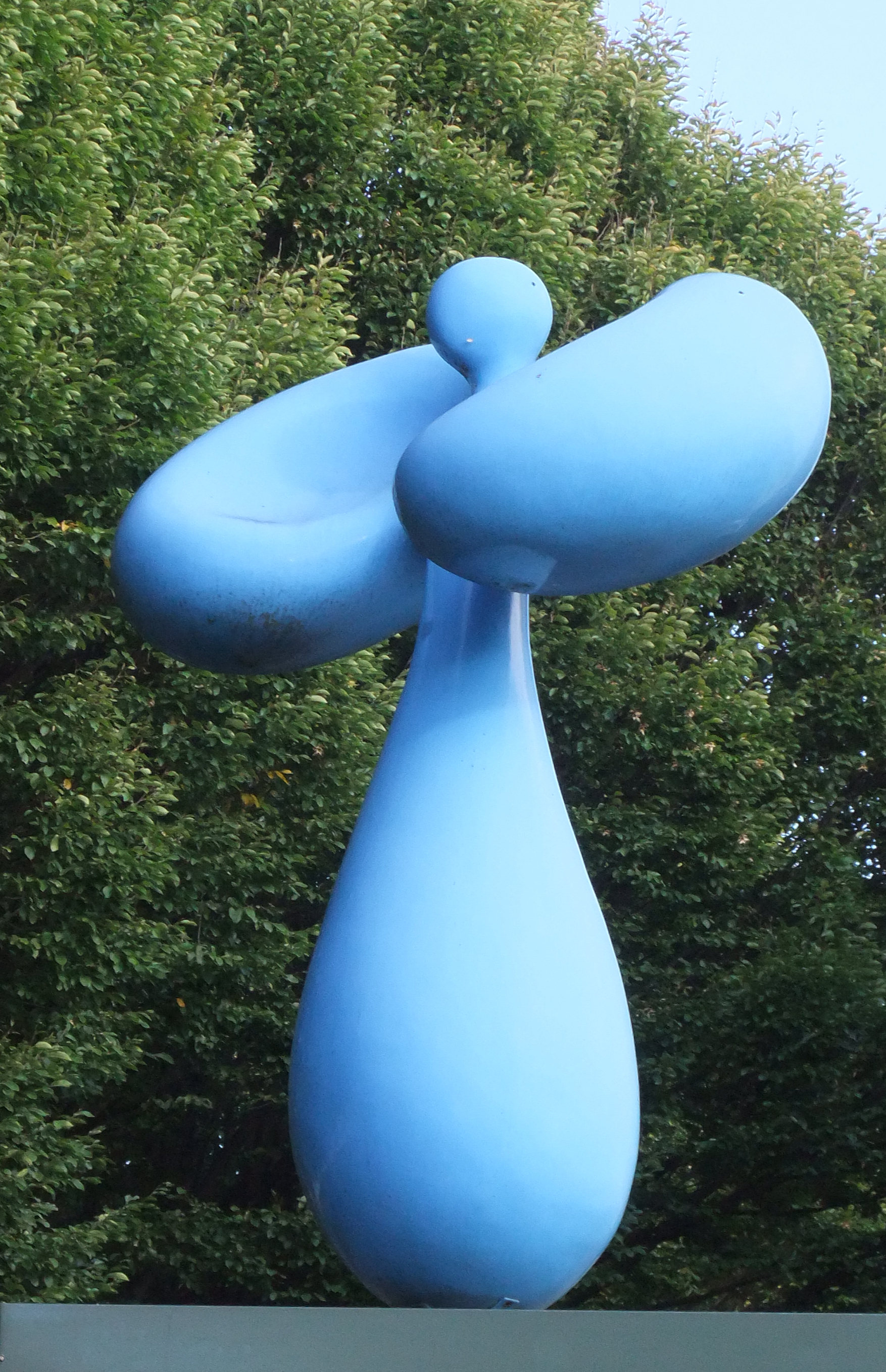
Engel (1971), Tiel
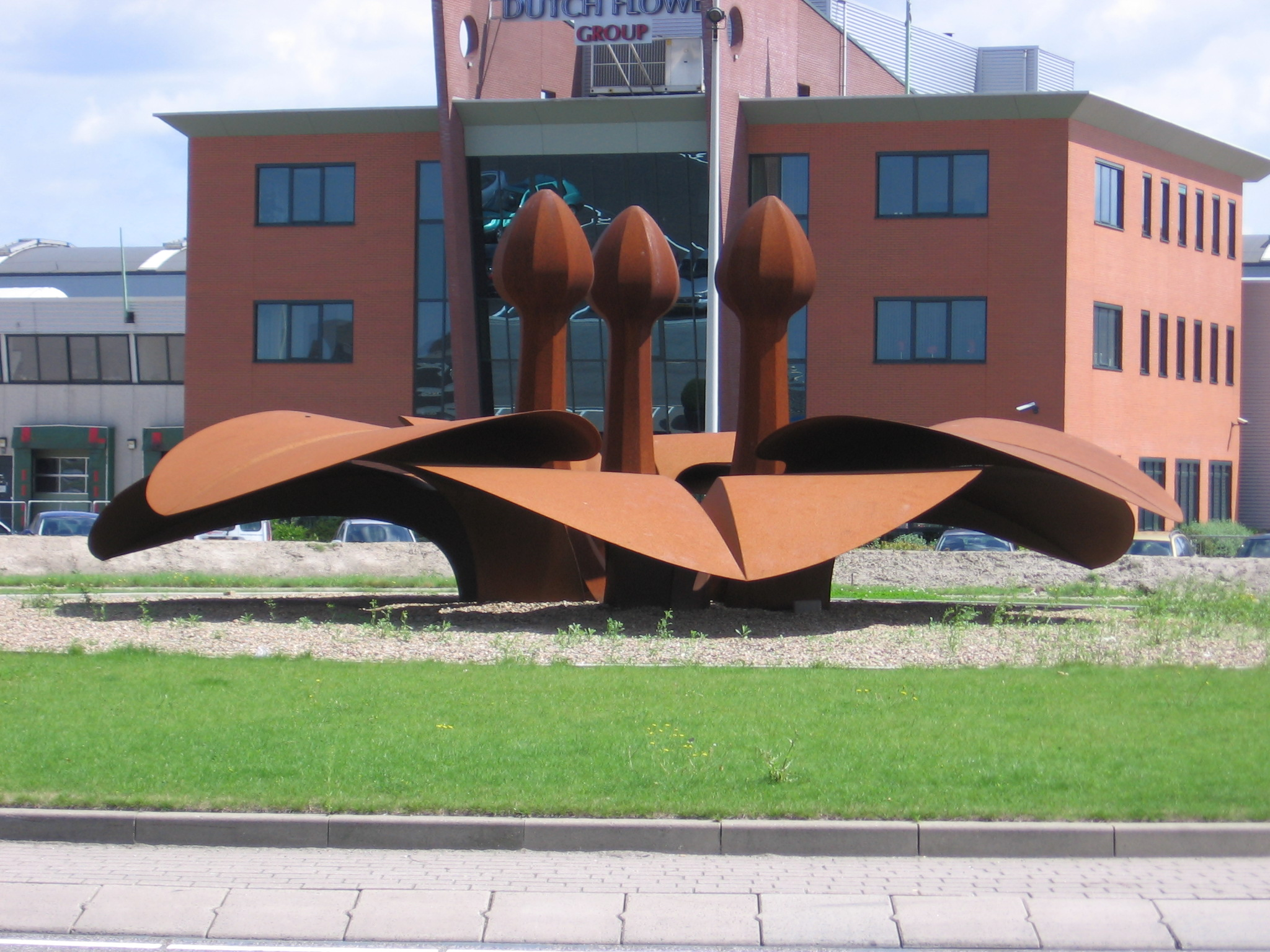
Wereldbloem (2002), Aalsmeer
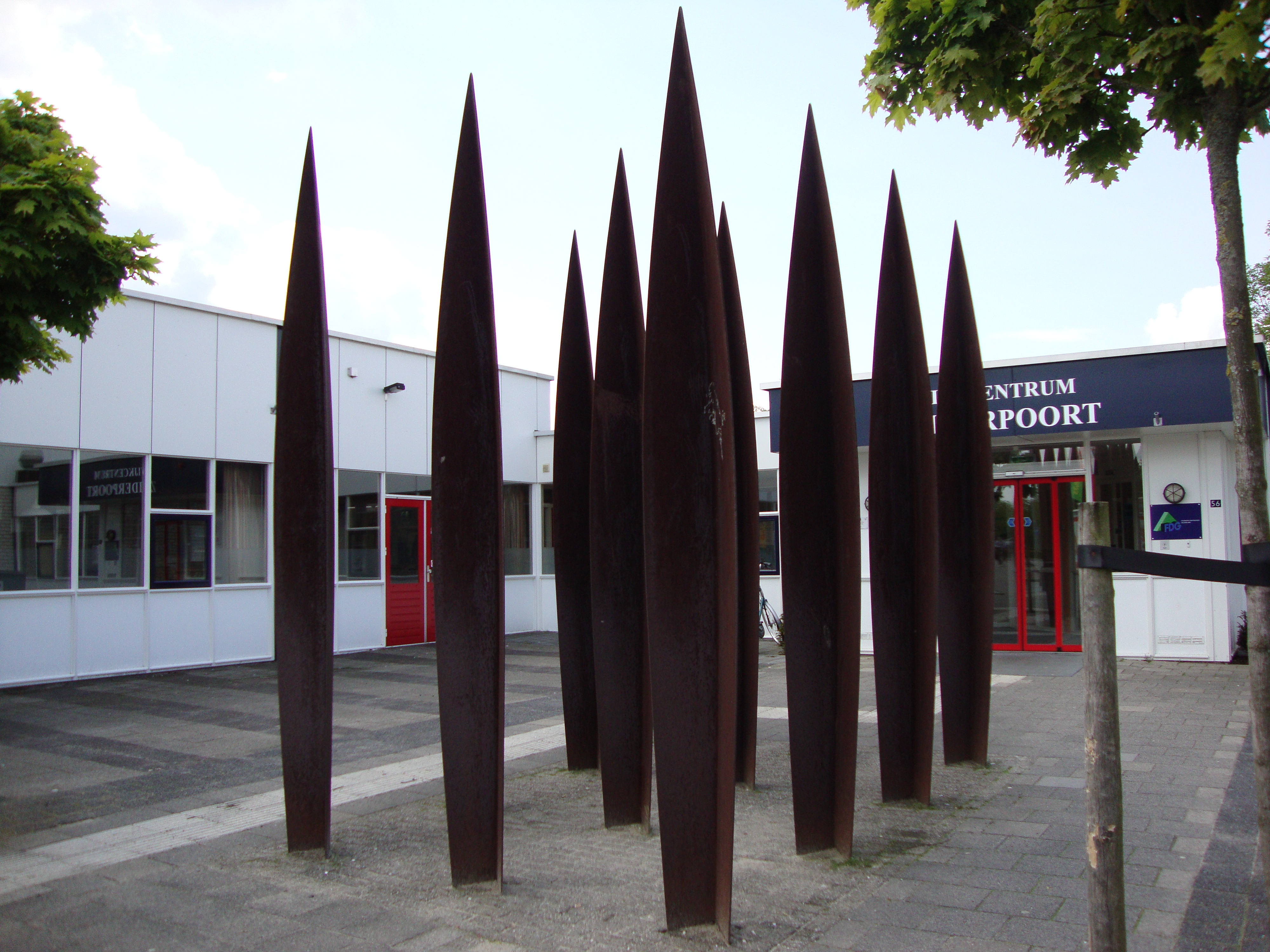
De Akker, Wijchen